# Chloe Bailey
Chloe Elizabeth Bailey (Atlanta, Georgia, 1 de julio de 1998),  conocida por su nombre artístico Chlöe, es una cantautora,  actriz y productora discográfica estadounidense. Es conocida por ser la mitad del dúo musical Chloe x Halle con su hermana Halle Bailey. Juntas han lanzado dos álbumes de estudio; su segundo álbum, Ungodly Hour, recibió elogios generalizados tras su lanzamiento, y muchos críticos lo citaron como uno de los mejores álbumes de 2020. En 2021, debutó como solista con el sencillo "Have Mercy". Su primer álbum en solitario, In Pieces, se lanzó en marzo de 2023 y su sencillo principal "Pray It Away" el 27 de enero de ese año.

## Carrera
Chloe Bailey se crio en Mableton, Georgia, con su hermana Halle Bailey y su hermano menor Branson Bailey (nacido el 3 de octubre de 2005) y luego se mudó a Los Ángeles a mediados de 2012. Mientras estuvo en Georgia, interpretó papeles secundarios en películas, incluyendo The Fighting Temptations (2003), protagonizada por Beyoncé, y la película para televisión de Disney Let It Shine (2012). Su padre comenzó a enseñarles a escribir canciones a la edad de diez y ocho años. Lanzaron un canal de YouTube a los 13 y 11 años respectivamente, con un cover de "Best Thing I Never Had" de Beyoncé. Actuaron por primera vez como Chloe x Halle cuando subieron versiones de canciones pop a este canal. El dúo hizo su debut en un programa de entrevistas cuando aparecieron en The Ellen Show en abril de 2012. En septiembre de 2013, hizo un cameo en la serie de Disney Austin & Ally interpretando la canción "Unstoppable". En el 2015, su hermana y ella firmaron con Parkwood Entertainment.
En 2018, Bailey interpretó a Jazlyn "Jazz" Forster en la serie de televisión Grown-ish después de haber cantado el tema principal de la serie "Grown". La canción "The Kids Are Alright" también apareció en el estreno de la serie. Dejó la serie al final de la cuarta temporada, cuando su personaje se graduó de la universidad. En noviembre de 2019, se anunció que Bailey se unió al elenco de la película de terror The Georgetown Project, dirigida por M. A. Fortin y Joshua John Miller. También protagonizará junto a Madelaine Petsch la película de drama psicológico de 2022 Jane.
En agosto de 2021, Bailey anunció el lanzamiento de su primer sencillo en solitario, "Have Mercy". Se había burlado de la canción producida por Murda Beatz en numerosas ocasiones antes. Reveló que el álbum estaba "terminado en un 90%" y que está más orientado al pop. El 12 de septiembre, Bailey interpretó "Have Mercy" en el espectáculo principal de los MTV Video Music Awards 2021. En los 53rd NAACP Image Awards, Bailey fue nominada en tres categorías, incluida Artista Femenina Sobresaliente y Canción Soul/R&B Sobresaliente por "Have Mercy". A fines de agosto, Bailey coprotagonizó junto a Kesha y Mason Gooding el podcast con guion Electric Easy, un programa ambientado en un Los Ángeles futurista en el que los humanos luchan por coexistir con los robots, conocidos como "eléctricos". El espectáculo fue creado por Vanya Asher y producido ejecutivamente por Kesha. El podcast se estrenó el 30 de agosto de 2021.
En abril de 2022, Bailey lanzó "Treat Me" con un video musical que lo acompaña como su segundo sencillo en solitario. Explicó que la inspiración para la canción vino después de una ruptura, cuando pensó: "'Es hora de que me dé el amor que estoy buscando'". En noviembre de 2022, cantó el himno nacional durante el Juego 3 de la Serie Mundial de 2022. El 24 de enero de 2023, anunció su álbum debut como solista, titulado In Pieces, que fue lanzado el 31 de marzo de 2023. Lanzó el sencillo principal del álbum, "Pray It Away", el 27 de enero de 2023, y el segundo sencillo, "How Does It Feel" con Chris Brown, el 24 de febrero de 2023.